# Xã Divide, Quận Phelps, Nebraska
Xã Divide (tiếng Anh: Divide Township) là một xã thuộc quận Phelps, tiểu bang Nebraska, Hoa Kỳ. Năm 2010, dân số của xã này là 344 người.